# كير توماس
كير توماس (بالإنجليزية: Keir Thomas)‏ هو صحفي بريطاني، ولد في 1972 في لانكشر في المملكة المتحدة.